# Aplochlora
Aplochlora es un género de polillas monotípico perteneciente a la familia Geometridae, descrito por primera vez por William Warren en 1894. Es un género bastante aislado, es decir, que consiste en pocas especies relacionadas estructural o filogenéticamente. Se distribuye en los tropicos del Viejo Mundo.

## Especies
El género consta de cinco especies:
- A. eucosmeta Prout, 1916
- A. invisibilis Warren, 1897
- A. pseudossa Prout, 1932
- A. similis West, 1929
- A. vivilaca Walker, 1861